# Lioubov Vassilieva
Pour les articles homonymes, voir Vassilieva.
Lioubov Nikolaïevna Vassilieva (Любовь Николаевнuа Васильева), née le 6/19 février 1901 à Saratov et morte le 7 juillet 1985 à Vladivostok, est une savante russe et soviétique, spécialiste de mycologie et de bryologie.

## Biographie
Lioubov Vassilieva naît à Saratov en 1901. Elle étudie auprès d'Andreï Gordiaguine à l'université de Kazan et est diplômée en 1925 du département de sciences naturelles de la faculté de physique et mathématiques. Elle se spécialiste comme briologue auprès de Lidia Savitch-Lioubitskaïa. En 1927, elle fait des recherches sur la végétation d'Oudmourtie et en 1928 en Tchouvachie et chez les Maris. En 1929, elle fait une expédition dans la région du lac Baïkal et en 1930-1934 dans la république des Maris. En 1935-1936, elle est dans le parc naturel du Caucase et en 1937 dans l'Altaï avec Rolf Singer. En 1938-1941, Vassilieva fait une expédition dans la RSS tatare. Jusqu'en 1940, elle enseigne à l'université de Kazan en qualité de dozent. Pendant la Grande Guerre patriotique, elle travaille à l'institut botanique de l'Académie des sciences d'URSS qui est évacué à Kazan. 
En 1944, Lioubov Vassilieva déménage dans l'Extrême-Orient russe où elle est collaboratrice de la filiale locale du département de Sibérie de l'Académie des sciences d'URSS. En 1949, elle fonde un laboratoire de recherches sur les plantes inférieures (plus tard, il fait partie de l'institut de géo-biologie du département d'Extrême-Orient de l'Académie des sciences), qu'elle dirige pendant dix-sept ans. Pendant de longues années, elle dirige aussi le département de Primorié de mycologie.
Lioubov Vassilieva s'éteint le 17 juillet 1985 à Vladivostok.

## Quelques travaux
- Васильева Л. Н., Агариковые шляпочные грибы Приморского края, Л., 1973 (Les Champignons agariques à chapeau du kraï de Primorié)
- Lioubov Vassilieva et Leonid Lioubarski, Дереворазрушающие грибы Дальнего Востока, Novossibirsk, 1975 (Les Champignons destructeurs de bois d'Extrême-Orient)
- Васильева Л. Н., Съедобные грибы Дальнего Востока, Владивосток, 1978 (Les Champignons comestibles d'Extrême-Orient)
- Низшие растения Дальнего Востока, отв. ред. Л. Н. Васильева и М. М. Назарова, Владивосток, 1976 (La Végétation inférieure d'Extrême-Orient)

## Quelques champignons nommés en l'honneur de L. Vassilieva
- Hysteronaevia vassiljevae Raitv., 2008
- Leucoagaricus vassiljevae E.F.Malysheva, T.Yu.Svetasheva & Bulach, 2013
- Mycoleptodonoides vassiljevae Nikol., 1952
- Russula vassilievae Bulach, 1987
- Sarcoscypha vassiljevae Raitv., 1964